# Кривоніжка грушоподібна
Кривоніжка грушоподібна (Campylopus pyriformis) — вид мохів порядку дикранальних (Dicranales).

## Поширення
Батьківщиною є Європа, Африка, Північна Америка, Південна Америка, Азія, Австралія, Нова Зеландія.
Населяє голий ґрунт, також основу дерев і старих соснових пнів на вологих кислих луках і болотистих лісах.

## Характеристика
Рослини заввишки 3 мм, утворюють низькі розетки, здаються безстебелими, світло-оливково-зеленими. Листки 3 мм, прямі, згинаються, коли висихають, від ланцетної основи поступово звужуються в довгу, тонку, пряму, одноколірну, чітко канальцеву субулу; краї пилчасті в дистальній частині листків. Спеціалізоване безстатеве розмноження за допомогою безбарвних, багатоклітинних, довгоциліндричних ризоїдальних бульб, 300-700 мкм завдовжки, опадних листків і маленьких виводкових листків, що утворюються на кінчиках стебла.